# Khambhat

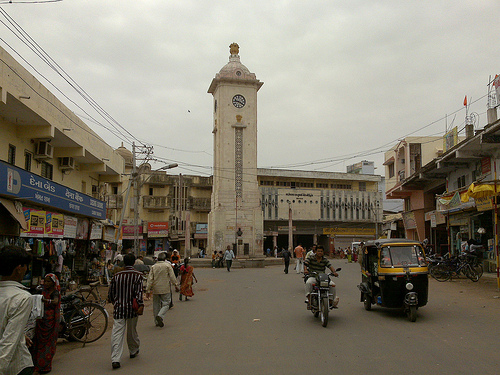
Gata i Khambhat, med klocktorn.

Khambhat (äldre namn Cambay eller Kambaja) är en stad i den indiska delstaten Gujarat, och tillhör distriktet Anand. Folkmängden uppgick till 83 715 invånare vid folkräkningen 2011, med förorter 99 164 invånare. Staden var tidigare huvudstad i furstendömet Cambay. Khambhat ligger vid floden Mahis utlopp längst in i den grunda Cambaybukten, som skjuter in mellan halvön Kathiawar i väster och distriktet Bharuch i öster.
Khambhat är en gammal och förr mycket blomstrande handelsstad, tillika bekant för sina bomulls- och sidenväverier samt guld- och silverbrokader, men är nu förfallen till följd av att hamnen blivit för grund för handelssjöfart. Staden är dock ännu ryktbar för sina agater och karneoler, som slipas i staden.